# Великий Ліс (Лугинський район, Бобрицька сільська рада)
Великий Ліс (Станов-Великий Ліс, пол. Wielki Las, рос. Великий Лес, Станов-Великий Лес) — колишній хутір у Лугинській волості Овруцького повіту Волинської губернії та Бобрицькій сільській раді Лугинського району Коростенської округи.

## Населення
Наприкінці 19 століття кількість населення становила 139 осіб, дворів — 24.
У 1906 році налічувалося 108 мешканців, дворів — 19, у 1923 році — 74 двори та 357 мешканців, у 1924 році — 378 осіб (з перевагою населення польської національности), 75 дворів.

## Історія
Наприкінці 19 століття — село Лугинської волості Овруцького повіту, за 60 верст від Овруча.
У 1906 році — хутір Лугинської волості (2-го стану) Овруцького повіту Волинської губернії. Відстань до повітового центру, м. Овруч, становила 57 верст. Найближче поштово-телеграфне відділення розміщувалося у міст. Іскорость.
У 1923 році увійшов до складу новоствореної Бобрицької сільської ради, яка, 7 березня 1923 року, включена до складу новоутвореного Лугинського району Коростенської округи. Розміщувалося за 10 верст від районного центру, містечка Лугини, та 2,5 версти — від центру сільської ради, с. Бобричі.
Знятий з обліку до 1 жовтня 1941 року.